# Pentagon Papers
Pentagon Papers (pt: Papéis do Pentágono) é o nome popular do documento ultrassecreto de 14 mil páginas do governo dos Estados Unidos sobre a história do planejamento interno e da política nacional norte-americana sobre a Guerra do Vietnã. O nome foi dado pelo jornal The New York Times, a quem parte deste documento foi entregue em 1971, após ser retirado clandestinamente dos arquivos do governo norte-americano por um funcionário do Pentágono, Daniel Ellsberg.

## História
Seu título real é United States–Vietnam Relations, 1945–1967: A Study Prepared by the Department of Defense (Estados Unidos – Relações com o Vietnã, 1945-1967: Um estudo preparado pelo Departamento de Defesa), um documento secreto em 47 volumes, contando o envolvimento militar norte-americano no Vietnã entre 1945 e 1967.
O trabalho foi encomendado em 1967 pelo então secretário de defesa Robert McNamara, que designou Leslie Gelb, diretor do controle de planejamento da política de segurança internacional, como supervisor do estudo. Gelb contratou 36 oficiais militares, peritos civis e historiadores, para escreverem as monografias do estudo.
A publicação dos documentos, primeiro pelo The New York Times e em seguida pelo The Washington Post., em artigos em série, causou raiva e embaraço público ao presidente Richard Nixon, que colocou a máquina do governo americano em ação para obrigar a imprensa a cessar a publicação dos dados contidos no documento.

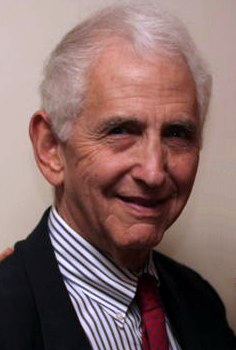
Daniel Ellsberg, o analista do Pentágono que levou a público os Papéis do Pentágono, em 2006.

Entre outros fatos ali contados, a opinião pública americana e mundial soube que os Estados Unidos deliberadamente expandiram sua ação na guerra, com ataques aéreos contra o Laos, ataques costeiros contra o Vietnã do Norte e ações terrestres dos marines, antes mesmo do presidente Lyndon Johnson ter informado ao país em 1964, depois de prometer que a guerra no Vietnã não seria expandida. As revelações provocaram escândalo e aumentaram o buraco existente entre o governo e o povo norte-americano, causando grandes danos ao esforço de guerra da administração Nixon, já bastante afetado na época pelos protestos em todo o país contra a Guerra do Vietnã.
Ellsberg, funcionário do Pentágono que teve acesso aos documentos, por ter trabalhado no grupo de estudos que o confeccionou, e depois os copiou aos poucos por mais de um ano, declarou como justificativa para seu ato, que ‘os documentos demonstravam um comportamento inconstitucional por uma sucessão de presidentes, a violação de seus juramentos e a violação do juramento de cada um de seus subordinados‘, e que ele havia copiado e entregue os documentos à imprensa, na esperança de que isso pudesse ‘tirar a nação de uma guerra errada’.
Os artigos do NY Times começaram a ser publicados em 13 de junho de 1971, causando controvérsia política e ações judiciais contra o jornal logo em seguida. Através do procurador-geral John Mitchell, o governo tentou bloquear a continuidade da publicação através de cortes federais, que primeiramente concederam um mandado que obrigava o jornal a cessar a publicação. O Times conseguiu uma liminar em outra corte anulando a primeira decisão, e o caso foi levado à Suprema Corte dos Estados Unidos. Alguns dias depois, o The Washington Post começou por seu lado a publicar outras partes do documento, que também lhe havia sido entregue por outro enviado de Ellsberg e as duas publicações se viram confrontadas pelo governo na corte suprema do país.
Em 30 de junho de 1971, a Suprema Corte dos Estados Unidos decidiu, por 6 a 3, que os mandados concedidos para impedir as publicações eram inconstitucionais, garantindo aos dois jornais o direito de continuar a publicá-las. Enquanto alguns saudaram a decisão como uma vitória da Primeira Emenda da Constituição – que garante a liberdade de expressão nos Estados Unidos - outros, pela decisão não ser unânime, receberam-na como uma meia vitória legal, que dava apenas uma pequena proteção a órgãos de imprensa, contra-argumentos de defesa da segurança nacional para impedir publicações deste gênero no país.